# Manuel González-Añón Carou
Manuel González-Añón Carou (Outes, La Coruña, 7 de noviembre de 1968) es un exfutbolista español. Jugaba en la posición de portero. 

## Trayectoria
Llegó a debutar en Primera División en el Rayo Vallecano, en el que hizo un destacado partido contra el F.C. Barcelona a pesar de perder por 1-0 en el Camp Nou. En esa temporada fue suplente del nigeriano Wilfred Agbonavbare. La temporada siguiente firmó por el Real Valladolid, en el que jugó sólo un partido. Debido a la falta de oportunidades en Primera, fichó por el Carabanchel madrileño.
Posteriormente fichó en la liga estadounidense, llegando a militar en el Metrostars de Nueva York y en el Long Island Rough Riders. Tras su periplo norteamericano regresó a Europa para engrosar las filas del Chaves luso. Su último club fue el Atlético Arteixo español, en el que consiguió un sorprendente ascenso a 2ªB eliminando a Real Oviedo. Tras su retiro, entrenó a los juveniles del Sporting Coruñés. Abandonó el club del pintoresco barrio de Monte Altoy pasó a entrenar a los porteros del Montañeros Club de Fútbol. Juega también en el equipo de veteranos del Deportivo de La Coruña.

## Clubes como jugador
| Club                                              | País                      | Año       | Categoría                    | Partidos |
| ------------------------------------------------- | ------------------------- | --------- | ---------------------------- | -------- |
| Orillamar                                         | España                    | 1987-1988 | Regional                     |          |
| Sporting Sada                                     | España                    | 1988-1989 | Tercera División de España   |          |
| Bergantiños Fútbol Club                           | España                    | 1989-1990 | Tercera División de España   |          |
| Endesa As Pontes. Actual Club Deportivo As Pontes | España                    | 1990-1992 | Segunda División B de España |          |
| Rayo Vallecano                                    | España                    | 1992-1994 | Primera División de España   | 6        |
| Real Valladolid                                   | España                    | 1994-1995 | Primera División de España   | 1        |
| Real Club Deportivo Carabanchel                   | España                    | 1995-1996 | Segunda División B de España | 32       |
| Metrostars de Nueva York                          | Estados Unidos de América | 1996-1997 | Major League Soccer          | 28       |
| Long Island Rough Riders                          | Estados Unidos de América | 1997-1999 | USL First Division           | 28       |
| Grupo Desportivo de Chaves                        | Portugal                  | 1999-2003 | Segunda División de Portugal | 91       |
| Atlético Arteixo                                  | España                    | 2003-2006 | Tercera División de España   | 23       |

## Como entrenador
| Club             | Categoría |
| ---------------- | --------- |
| Sporting Coruñés | Juvenil   |

## Club como entrenador de porteros
| Club                      | Categoría                    |
| ------------------------- | ---------------------------- |
| Montañeros Club de Fútbol | Segunda División B de España |